# Terellia
Terellia es un género de moscas de la fruta, familia Tephritidae.
Hay más de 50 especies. La mayoría son paleárticas. Unas pocas han sido introducidas en Norteamérica como controles biológicos de malezas introducidas.

## Especies
- Subgénero Cerajocera Rondani, 1856

- Terellia ceratocera Hendel, 1913)
- Terellia clarissima Korneyev, 1987
- Terellia euura (Hering, 1942)
- Terellia lappae (Cederhielm, 1798)
- Terellia nigronota Korneyev, 1985
- Terellia occidentalis (Snow, 1894)
- Terellia plagiata (Dahlbom, 1850)
- Terellia rhapontici Merz, 1990
- Terellia setifera Hendel, 1927
- Terellia tussilaginis (Fabricius, 1775)

- Subgénero Terellia Robineau-Desvoidy, 1830

- Terellia colon (Meigen, 1826)
- Terellia fuscicornis (Loew, 1844)
- Terellia longicauda (Meigen, 1838)
- Terellia luteola (Wiedemann, 1830)
- Terellia odontolophi Korneyev, 1993
- Terellia orheana Korneyev, 1990
- Terellia pseudovirens (Hering, 1940)
- Terellia ruficauda (Fabricius, 1794)
- Terellia sabroskyi Freidberg, 1982
- Terellia serratulae (Linnaeus, 1758)
- Terellia uncinata White, 1989
- Terellia vectensis (Collin, 1937)
- Terellia virens (Loew, 1846)
- Terellia winthemi (Meigen, 1826)
- Terellia zerovae Korneyev, 1985

Terellia ruficauda se alimenta del cardo Cirsium arvense y es considerada un control biológico efectivo de esta especie invasora. Las larvas parasitan las semillas de estas plantas.
Otras especies del género son:
- Terellia amberboae
- Terellia apicalis
- Terellia armeniaca
- Terellia blanda
- Terellia bushi
- Terellia caerulea
- Terellia cyanoides
- Terellia deserta
- Terellia dubia
- Terellia ermolenkoi
- Terellia gynaecochroma
- Terellia immaculata
- Terellia latigenalis
- Terellia maculicauda
- Terellia matrix
- Terellia montana
- Terellia nigripalpis
- Terellia oasis
- Terellia oriunda
- Terellia palposa
- Terellia popovi
- Terellia quadratula
- Terellia sarolensis
- Terellia tarbinskiorum
- Terellia tribulicola
- Terellia tristicta
- Terellia vicina
- Terellia vilis
- Terellia virpana
- Terellia volgensis